# Rory MacDonald
Rory Joseph MacDonald (Quesnel, 22 luglio 1989) è un lottatore di arti marziali miste canadese.
Combatte nella categoria dei pesi welter per l'organizzazione statunitense Bellator MMA, nella quale è il campione di categoria dal 2018. In passato ha combattuto per la UFC ed è stato campione di categoria nell'organizzazione King of the Cage sia a livello nazionale che internazionale.
Dal 2014 compete anche nell'organizzazione statunitense di grappling Metamoris.

## Carriera nelle arti marziali miste

### King of the Cage
MacDonald inizia ad allenarsi con il team Toshido Fighting Arts Academy.
Il suo esordio come professionista avviene nel 2005 a soli 16 anni di età con la promozione canadese Extreme Fighting Challenge: MacDonald vince l'incontro per sottomissione nel primo round.
Dal 2006 inizia a lottare nell'organizzazione King of the Cage, oltre che nella Rumble in the Cage dove sconfigge per strangolamento nel primo round il futuro lottatore Strikeforce Jordan Mein; nella KOTC mette a segno una serie di tre vittorie consecutive, due per sottomissione ed una per KO, che lo portano a giocarsi il titolo canadese KOTC dei pesi leggeri contro Kajan Johnson: Macdonald s'impone per KO tecnico nella terza ripresa, divenendo campione nazionale King of the Cage e portando il proprio record personale a 6-0.
Nel 2008 si gioca subito il titolo mondiale KOTC contro l'ex lottatore Pride Clay French, arrivato alla quarta difesa del titolo: sarà Rory a strappargli la cintura con una vittoria per KO nel secondo round.
Subito dopo la conquista del titolo MacDonald passa ai pesi welter e nel 2009 combatte un paio di incontri che vince agevolmente, portando il proprio score a 9-0.

### Ultimate Fighting Championship
Rory MacDonald debutta nell'UFC, l'allora miglior lega di arti marziali miste del mondo, l'11 gennaio 2010 a Fairfax contro lo statunitense Mike Guymon, anch'esso un ex campione KOTC: Rory vince l'incontro sul finire del primo round per sottomissione.
Lo stesso anno però MacDonald cade per la prima volta nella sua carriera contro l'ex campione WEC e futuro campione UFC ad interim Carlos Condit, cedendo all'aggressività dell'avversario sul finire dell'ultimo round dopo un intero incontro che ai punti avrebbe visto il canadese uscirne da vincitore; dopo quella sconfitta Rory prese la decisione di trasferirsi da Kelowna a Montréal per allenarsi nella Tristar Gym del campione di categoria Georges St-Pierre.
Sul finire dell'anno avrebbe dovuto affrontare Matt Brown, ma MacDonald si infortunò e tornò a combattere nel 2011 contro Nate Diaz, vincendo largamente l'incontro ai punti e dominando l'avversario nella lotta libera grazie anche a ben tre german suplex effettuati.
Lo stesso anno mette KO l'ex campione WEC Mike Pyle nel primo round, e nel 2012 porta il proprio record personale a 13-1 con la vittoria su Che Mills, mettendosi di fatto in luce come un possibile top 10 in una delle categorie di peso, quella dei pesi welter, tra le più competitive della federazione.
Nel dicembre 2012 si conferma definitivamente umiliando la leggenda delle MMA B.J. Penn, sfruttando la migliore stazza e l'allungo e ottenendo l'allora più importante vittoria della sua carriera con un punteggio finale di 30-26, 30-26 e 30-27 a suo favore; al termine dell'incontro chiese un rematch contro Carlos Condit in Canada, e la rivincita venne pianificata per marzo 2013 ma MacDonald s'infortunò, venendo rimpiazzato con il quotato Johny Hendricks.
Nel luglio 2013 MacDonald, al tempo classificato come il contendente #3 nel ranking dei pesi welter UFC, affrontò il #4 del ranking Jake Ellenberger, potente wrestler con il pugno da KO e spesso vicino ad ottenere una possibilità per il titolo: in un incontro molto tattico MacDonald s'impose ai punti per decisione unanime grazie soprattutto al suo ottimo jab.
In novembre subisce un clamoroso upset venendo sconfitto per decisione non unanime dal potente striker Robbie Lawler, numero 10 dei ranking di categoria, il quale interruppe la serie di vittorie di MacDonald che durava da cinque incontri.
Nel 2014 ottiene una grande vittoria sul numero 6 dei ranking, ex contendente al titolo dei pesi medi e fuoriclasse di BJJ Demian Maia con tutti i giudici che assegnarono due round su tre a MacDonald; entrambi gli atleti vennero premiati con il riconoscimento Fight of the Night.
Lo stesso anno domina il numero 3 dei ranking Tyron Woodley, guadagnandosi con ogni probabilità la possibilità di sfidare il campione in carica Johny Hendricks, ma a causa degli infortuni subiti da quest'ultimo e da una divisione altamente competitiva Rory venne assegnato ad una sfida in ottobre contro l'ex campione Strikeforce Tarec Saffiedine: MacDonald s'impose anche sul numero 9 dei ranking per KO tecnico.
In novembre partecipò anche all'evento Metamoris V dell'organizzazione statunitense di jiu jitsu brasiliano e grappling Metamoris, dove affrontò la medaglia di bronzo ADCC JT Torres: l'incontro terminò in parità in quanto nessuno dei due atleti riuscì a sottomettere l'avversario.
Nell'aprile del 2015 avrebbe dovuto affrontare l'ex campione dei pesi medi Bellator Hector Lombard per un probabile posto come contendente al titolo, ma l'avversario fallì un test anti-doping.
La UFC annunciò la possibilità da parte di MacDonald di affrontare in un rematch il campione dei pesi welter Robbie Lawler, per l'evento UFC 189. L'incontro fu molto equilibrato e caratterizzato esclusivamente sulla lotta in piedi; dopo una battaglia durata ben cinque riprese MacDonald venne sconfitto per KO tecnico con una serie devastante di pugni sul volto. Entrambi gli atleti vennero premiati con il riconoscimento Fight of the Night. Questo match venne considerato dai fan, dai media e dal presidente Dana White, uno dei migliori incontri dei pesi welter nella storia della promozione.
Il 18 giugno affrontò Stephen Thompson nel main event di UFC Fight Night 89. Nelle prime tre riprese i due lottatori effettuarono una sorta di studio reciproco, non sbilanciandosi troppo e senza effettuare attacchi rischiosi. Nei due round rimanenti entrambi gli atleti cominciarono a mettere a segno alcune combinazioni ma a causa della netta velocità di Thompson, Rory subì parecchi colpi significativi che lo portarono a perdere l'incontro per decisione unanime.

### Bellator MMA
Il 24 agosto 2016 viene annunciata la firma da parte di MacDonald per la promozione Bellator MMA: il debutto avviene il 19 maggio 2017 contro Paul Daley, che sconfigge per sottomissione.
Il 20 gennaio 2018 affronta il campione Douglas Lima e vince il titolo per decisione unanime. Il 29 settembre tenta senza successo di diventare il primo atleta nella storia della federazione a detenere contemporaneamente due cinture diverse sfidando il campione dei pesi medi anch'egli ex UFC Gegard Mousasi. Successivamente difende il suo titolo per due volte, pareggiando contro Jon Fitch e vincendo per decisione unanime contro Neiman Gracie.

## Risultati nelle arti marziali miste
| Risultato | Record | Avversario       | Metodo                           | Evento                                    | Data              | Round | Tempo | Città                   | Note                                                                                             |
| --------- | ------ | ---------------- | -------------------------------- | ----------------------------------------- | ----------------- | ----- | ----- | ----------------------- | ------------------------------------------------------------------------------------------------ |
| Vittoria  | 21-5-1 | Neiman Gracie    | Decisione (unanime)              | Bellator 222                              | 14 giugno 2019    | 5     | 5:00  | New York, Stati Uniti   | Semifinale del torne dei pesi welter Bellator, difende il titolo dei pesi welter Bellator        |
| Parità    | 20-5-1 | Jon Fitch        | Parità (maggioranza)             | Bellator 220                              | 27 aprile 2019    | 5     | 5:00  | San Jose, Stati Uniti   | Quarto di finale del torneo dei pesi welter Bellator, difende il titolo dei pesi welter Bellator |
| Sconfitta | 20-5   | Gegard Mousasi   | KO tecnico (gomitate e pugni)    | Bellator 206                              | 29 settembre 2018 | 2     | 3:23  | San Jose, Stati Uniti   | Per il titolo dei pesi medi Bellator                                                             |
| Vittoria  | 20-4   | Douglas Lima     | Decisione (unanime)              | Bellator 192                              | 20 gennaio 2018   | 5     | 5:00  | Inglewood, California   | Vince il titolo dei pesi welter Bellator                                                         |
| Vittoria  | 19-4   | Paul Daley       | Sottomissione (rear-naked choke) | Bellator 179                              | 19 maggio 2017    | 2     | 1:45  | Londra, Inghilterra     | Debutto in Bellator                                                                              |
| Sconfitta | 18-4   | Stephen Thompson | Decisione (unanime)              | UFC Fight Night: MacDonald vs. Thompson   | 18 giugno 2016    | 5     | 5:00  | Ottawa, Canada          |                                                                                                  |
| Sconfitta | 18-3   | Robbie Lawler    | KO Tecnico (pugni)               | UFC 189: Mendes vs. McGregor              | 11 luglio 2015    | 5     | 1:00  | Las Vegas, Stati Uniti  | Per il titolo dei Pesi Welter UFC, Fight of the Night                                            |
| Vittoria  | 18-2   | Tarec Saffiedine | KO Tecnico (pugni)               | UFC Fight Night: MacDonald vs. Saffiedine | 4 ottobre 2014    | 3     | 1:28  | Halifax, Canada         |                                                                                                  |
| Vittoria  | 17-2   | Tyron Woodley    | Decisione (unanime)              | UFC 174: Johnson vs. Bagautinov           | 14 giugno 2014    | 3     | 5:00  | Vancouver, Canada       |                                                                                                  |
| Vittoria  | 16-2   | Demian Maia      | Decisione (unanime)              | UFC 170: Rousey vs. McMann                | 22 febbraio 2014  | 3     | 5:00  | Las Vegas, Stati Uniti  |                                                                                                  |
| Sconfitta | 15-2   | Robbie Lawler    | Decisione (non unanime)          | UFC 167: St-Pierre vs. Hendricks          | 16 novembre 2013  | 3     | 5:00  | Las Vegas, Stati Uniti  |                                                                                                  |
| Vittoria  | 15-1   | Jake Ellenberger | Decisione (unanime)              | UFC on Fox: Johnson vs. Moraga            | 27 luglio 2013    | 3     | 5:00  | Seattle, Stati Uniti    |                                                                                                  |
| Vittoria  | 14-1   | B.J. Penn        | Decisione (unanime)              | UFC on Fox: Henderson vs. Diaz            | 8 dicembre 2012   | 3     | 5:00  | Seattle, Stati Uniti    |                                                                                                  |
| Vittoria  | 13–1   | Che Mills        | KO Tecnico (pugni)               | UFC 145: Jones vs. Evans                  | 21 aprile 2012    | 2     | 2:20  | Atlanta, Stati Uniti    |                                                                                                  |
| Vittoria  | 12–1   | Mike Pyle        | KO Tecnico (pugni)               | UFC 133: Evans vs. Ortiz                  | 6 agosto 2011     | 1     | 3:54  | Filadelfia, Stati Uniti |                                                                                                  |
| Vittoria  | 11–1   | Nate Diaz        | Decisione (unanime)              | UFC 129: St-Pierre vs. Shields            | 30 aprile 2011    | 3     | 5:00  | Toronto, Canada         |                                                                                                  |
| Sconfitta | 10–1   | Carlos Condit    | KO Tecnico (colpi)               | UFC 115: Liddell vs. Franklin             | 12 giugno 2010    | 3     | 4:53  | Vancouver, Canada       |                                                                                                  |
| Vittoria  | 10–0   | Mike Guymon      | Sottomissione (armbar)           | UFC Fight Night: Maynard vs. Diaz         | 11 gennaio 2010   | 1     | 4:27  | Fairfax, Stati Uniti    | Debutto in UFC                                                                                   |
| Vittoria  | 9–0    | Nick Hinchliffe  | KO (pugni)                       | KOTC Canada: Disturbed                    | 26 settembre 2009 | 2     | 2:28  | Edmonton, Canada        |                                                                                                  |
| Vittoria  | 8–0    | Elmer Waterhen   | Sottomissione (armbar)           | KOTC Canada: Island Pride                 | 8 maggio 2009     | 1     | 1:27  | Nanaimo, Canada         | Passa ai Pesi Welter                                                                             |
| Vittoria  | 7–0    | Clay French      | KO (pugni)                       | KOTC Canada: Grinder                      | 28 novembre 2008  | 2     | 4:26  | Calgary, Canada         | Vince il titolo dei Pesi Leggeri KOTC                                                            |
| Vittoria  | 6–0    | Kajan Johnson    | KO Tecnico (pugni)               | KOTC Canada: Avalanche                    | 15 dicembre 2007  | 3     | 1:48  | Moncton, Canada         | Vince il titolo Canadese dei Pesi Leggeri KOTC                                                   |
| Vittoria  | 5–0    | Heo Yoon         | KO Tecnico (ginocchiata)         | KOTC Canada: Icebreaker                   | 3 novembre 2006   | 2     | 0:19  | Prince George, Canada   |                                                                                                  |
| Vittoria  | 4–0    | Quinton Moreno   | Sottomissione (triangolo)        | KOTC Canada: Insurrection                 | 6 ottobre 2006    | 1     | -     | Vernon, Canada          |                                                                                                  |
| Vittoria  | 3–0    | Jordan Mein      | Sottomissione (rear naked choke) | Rumble in the Cage 17                     | 17 giugno 2006    | 1     | 4:04  | Lethbridge, Canada      |                                                                                                  |
| Vittoria  | 2–0    | Ken Tran         | Sottomissione (rear naked choke) | KOTC Canada: Anarchy                      | 11 febbraio 2006  | 1     | -     | Prince George, Canada   | Debutto in KOTC                                                                                  |
| Vittoria  | 1–0    | Terry Thiara     | Sottomissione (rear naked choke) | Extreme Fighting Challenge 4              | 15 ottobre 2005   | 1     | 2:11  | Prince George, Canada   |                                                                                                  |